# NPY4R
NPY4R (англ. Neuropeptide Y receptor type 4) – білок, який кодується однойменним геном, розташованим у людей на короткому плечі 10-ї хромосоми. Довжина поліпептидного ланцюга білка становить 375 амінокислот, а молекулярна маса — 42 195.
| 10         |  | 20         |  | 30         |  | 40         |  | 50         |
| ---------- |  | ---------- |  | ---------- |  | ---------- |  | ---------- |
| MNTSHLLALL |  | LPKSPQGENR |  | SKPLGTPYNF |  | SEHCQDSVDV |  | MVFIVTSYSI |
| ETVVGVLGNL |  | CLMCVTVRQK |  | EKANVTNLLI |  | ANLAFSDFLM |  | CLLCQPLTAV |
| YTIMDYWIFG |  | ETLCKMSAFI |  | QCMSVTVSIL |  | SLVLVALERH |  | QLIINPTGWK |
| PSISQAYLGI |  | VLIWVIACVL |  | SLPFLANSIL |  | ENVFHKNHSK |  | ALEFLADKVV |
| CTESWPLAHH |  | RTIYTTFLLL |  | FQYCLPLGFI |  | LVCYARIYRR |  | LQRQGRVFHK |
| GTYSLRAGHM |  | KQVNVVLVVM |  | VVAFAVLWLP |  | LHVFNSLEDW |  | HHEAIPICHG |
| NLIFLVCHLL |  | AMASTCVNPF |  | IYGFLNTNFK |  | KEIKALVLTC |  | QQSAPLEESE |
| HLPLSTVHTE |  | VSKGSLRLSG |  | RSNPI      |  |            |  |            |

A: Аланін

C: Цистеїн

D: Аспарагінова кислота

E: Глутамінова кислота

F: Фенілаланін

G: Гліцин

H: Гістидин

I: Ізолейцин

K: Лізин

L: Лейцин

M: Метіонін

N: Аспарагін

P: Пролін

Q: Глутамін

R: Аргінін

S: Серин

T: Треонін

V: Валін

W: Триптофан

Кодований геном білок за функціями належить до рецепторів, g-білокспряжених рецепторів, білків внутрішньоклітинного сигналінгу. 
Локалізований у клітинній мембрані, мембрані.